# Herrsingel i bordtennis vid olympiska sommarspelen 2016
Herrsingel i bordtennis vid olympiska sommarspelen 2016 spelades mellan 6 och 11 augusti i arenan Riocentro. Grenen avgjordes  som en vanlig utslagstävling där spelarna gick in i olika skeden beroende på ranking. De 16 bäst rankade gick in i tredje omgången.

## Medaljörer
| Event  | Guld          | Silver           | Brons              |
| Singel | Ma Long (CHN) | Zhang Jike (CHN) | Jun Mizutani (JPN) |

## Program[4]
Lokal tid, UTC-3
| 6 augusti 2016 - 09:45 Kvalomgång - 16:00 Omgång 1 7 augusti 2016 - 10:00 Omgång 2 8 augusti 2016 - 12:00 Omgång 3 - 17:00 Omgång 4 | 9 augusti 2016 - 16:00 Kvartsfinaler 11 augusti 2016 - 10:00 Semifinaler - 20:30 Bronsmatch - 21:30 Final |

## Resultat

### Kvalomgång[5]
| Spelare               | Resultat | Spelare            |
| --------------------- | -------- | ------------------ |
| Marcelo Aguirre (PAR) | 4 – 0    | David Powell (AUS) |
| Marcos Madrid (MEX)   | 4 – 0    | Yoshua Shing (VAN) |
| Nima Alamian (IRI)    | 4 – 1    | Kanak Jha (USA)    |

| Spelare                      | Resultat | Spelare           |
| ---------------------------- | -------- | ----------------- |
| Brian Afanador (PUR)         | 4 – 3    | Suraju Saka (CGO) |
| Aleksandar Karakašević (SRB) | 4 – 2    | Chris Yan (AUS)   |
| Khalid Assar (EGY)           | 3 – 4    | Wang Jianan (CGO) |

### Omgång 1[6]
| Spelare                | Resultat | Spelare                    |
| ---------------------- | -------- | -------------------------- |
| Benedek Oláh (FIN)     | 4 – 1    | Chen Feng (SIN)            |
| Lubomír Jančařík (CZE) | 2 – 4    | Zokhid Kenjaev (UZB)       |
| Jakub Dyjas (POL)      | 4 – 0    | Marcelo Aguirre (PAR)      |
| Wang Yang (SVK)        | 4 – 1    | Marcos Madrid (MEX)        |
| Ovidiu Ionescu (ROU)   | 4 – 1    | Nima Alamian (IRI)         |
| Omar Assar (EGY)       | 4 – 2    | Brian Afanador (PUR)       |
| Hugo Calderano (BRA)   | 4 – 0    | Andy Pereira (CUB)         |
| Soumyajit Ghosh (IND)  | 1 – 4    | P. Tanviriyavechakul (THA) |

| Spelare                  | Resultat | Spelare                      |
| ------------------------ | -------- | ---------------------------- |
| Ádám Pattantyús (HUN)    | 4 – 1    | Kirill Gerassimenko (KAZ)    |
| Bojan Tokič (SLO)        | 4 – 1    | Noshad Alamian (IRI)         |
| Paul Drinkhall (GBR)     | 4 – 1    | Aleksandar Karakašević (SRB) |
| Gustavo Tsuboi (BRA)     | 0 – 4    | Wang Jianan (CGO)            |
| Eugene Wang (CAN)        | 4 – 2    | Jorge Campos (CUB)           |
| Dimitrij Prokopcov (CZE) | 2 – 4    | Segun Toriola (NGR)          |
| Sharath Kamal (IND)      | 1 – 4    | Adrian Crișan (ROU)          |
| He Zhiwen (ESP)          | 4 – 2    | Feng Yijun (USA)             |

### Omgång 2[6]
| Spelare                 | Resultat | Spelare                    |
| ----------------------- | -------- | -------------------------- |
| Jonathan Groth (DEN)    | 4 – 0    | Benedek Oláh (FIN)         |
| Zokhid Kenjaev (UZB)    | 1 – 4    | Liam Pitchford (GBR)       |
| Alexander Shibaev (RUS) | 4 – 0    | Jakub Dyjas (POL)          |
| Wang Yang (SVK)         | 1 – 4    | Quadri Aruna (NGR)         |
| Robert Gardos (AUT)     | 1 – 4    | Ovidiu Ionescu (ROU)       |
| Omar Assar (EGY)        | 3 – 4    | Kou Lei (UKR)              |
| Hugo Calderano (BRA)    | 4 – 1    | Pär Gerell (SWE)           |
| Panagiotis Gionis (GRE) | 4 – 0    | P. Tanviriyavechakul (THA) |

| Spelare                 | Resultat | Spelare             |
| ----------------------- | -------- | ------------------- |
| Ádám Pattantyús (HUN)   | 0 – 4    | Li Ping (QAT)       |
| Bojan Tokič (SLO)       | 4 – 2    | Wang Zengyi (POL)   |
| Paul Drinkhall (GBR)    | 4 – 3    | Gao Ning (SIN)      |
| Kristian Karlsson (SWE) | 4 – 1    | Wang Jianan (CGO)   |
| Eugene Wang (CAN)       | 4 – 0    | Ahmet Li (TUR)      |
| Koki Niwa (JPN)         | 4 – 2    | Segun Toriola (NGR) |
| Emmanuel Lebesson (FRA) | 3 – 4    | Adrian Crișan (ROU) |
| He Zhiwen (ESP)         | 2 – 4    | Chen Chien-an (TPE) |

### Omgång 3[6]
| Spelare                 | Resultat | Spelare              |
| ----------------------- | -------- | -------------------- |
| Jonathan Groth (DEN)    | 0 – 4    | Ma Long (CHN)        |
| Jung Young-sik (KOR)    | 4 – 1    | Liam Pitchford (GBR) |
| Alexander Shibaev (RUS) | 3 – 4    | Timo Boll (GER)      |
| Chuang Chih-yuan (TPE)  | 0 – 4    | Quadri Aruna (NGR)   |
| Marcos Freitas (POR)    | 4 – 1    | Ovidiu Ionescu (ROU) |
| Simon Gauzy (FRA)       | 1 – 4    | Kou Lei (UKR)        |
| Hugo Calderano (BRA)    | 4 – 2    | Tang Peng (HKG)      |
| Panagiotis Gionis (GRE) | 1 – 4    | Jun Mizutani (JPN)   |

| Spelare                  | Resultat | Spelare                  |
| ------------------------ | -------- | ------------------------ |
| Dimitrij Ovtcharov (GER) | 4 – 3    | Li Ping (QAT)            |
| Bojan Tokič (SLO)        | 4 – 1    | Tiago Apolónia (POR)     |
| Paul Drinkhall (GBR)     | 4 – 2    | Andrej Gaćina (CRO)      |
| Kristian Karlsson (SWE)  | 2 – 4    | Uladzimir Samsonaŭ (BLR) |
| Eugene Wang (CAN)        | 0 – 4    | Wong Chun Ting (HKG)     |
| Koki Niwa (JPN)          | 4 – 1    | Stefan Fegerl (AUT)      |
| Lee Sang-su (KOR)        | 3 – 4    | Adrian Crișan (ROU)      |
| Zhang Jike (CHN)         | 4 – 0    | Chen Chien-an (TPE)      |

### Omgång 4[7]
| Spelare              | Resultat | Spelare            |
| -------------------- | -------- | ------------------ |
| Jung Young-sik (KOR) | 2 – 4    | Ma Long (CHN)      |
| Quadri Aruna (NGR)   | 4 – 2    | Timo Boll (GER)    |
| Marcos Freitas (POR) | 4 – 0    | Kou Lei (UKR)      |
| Hugo Calderano (BRA) | 2 – 4    | Jun Mizutani (JPN) |

| Spelare                  | Resultat | Spelare                  |
| ------------------------ | -------- | ------------------------ |
| Dimitrij Ovtcharov (GER) | 4 – 1    | Bojan Tokič (SLO)        |
| Paul Drinkhall (GBR)     | 2 – 4    | Uladzimir Samsonaŭ (BLR) |
| Koki Niwa (JPN)          | 4 – 3    | Wong Chun Ting (HKG)     |
| Zhang Jike (CHN)         | 4 – 0    | Adrian Crișan (ROU)      |

### Kvartsfinaler[7]
| Spelare              | Resultat | Spelare            |
| -------------------- | -------- | ------------------ |
| Quadri Aruna (NGR)   | 0 – 4    | Ma Long (CHN)      |
| Marcos Freitas (POR) | 2 – 4    | Jun Mizutani (JPN) |

| Spelare                  | Resultat | Spelare                  |
| ------------------------ | -------- | ------------------------ |
| Dimitrij Ovtcharov (GER) | 2 – 4    | Uladzimir Samsonaŭ (BLR) |
| Koki Niwa (JPN)          | 1 – 4    | Zhang Jike (CHN)         |

### Finalspel[7]
|  | Semifinaler              | Semifinaler      |   |                    | Final                    | Final |  |
|  |                          |                  |   |                    |                          |       |  |
|  |                          |                  |   |                    |                          |       |  |
|  | Ma Long (CHN)            | 4                |   |                    |                          |       |  |
|  | Jun Mizutani (JPN)       | 2                |   |                    |                          |       |  |
|  |                          |                  |   |                    |                          |       |  |
|  |                          |                  |   |                    |                          |       |  |
|  |                          |                  |   |                    | Ma Long (CHN)            | 4     |  |
|  |                          | Zhang Jike (CHN) | 0 |                    |                          |       |  |
|  |                          |                  |   |                    |                          |       |  |
|  |                          |                  |   |                    |                          |       |  |
|  |                          |                  |   |                    | Bronsmatch               |       |  |
|  |                          |                  |   |                    |                          |       |  |
|  | Uladzimir Samsonaŭ (BLR) | 1                |   | Jun Mizutani (JPN) | 4                        |       |  |
|  | Zhang Jike (CHN)         | 4                |   |                    | Uladzimir Samsonaŭ (BLR) | 1     |  |